# Cohors VI Lusitanorum

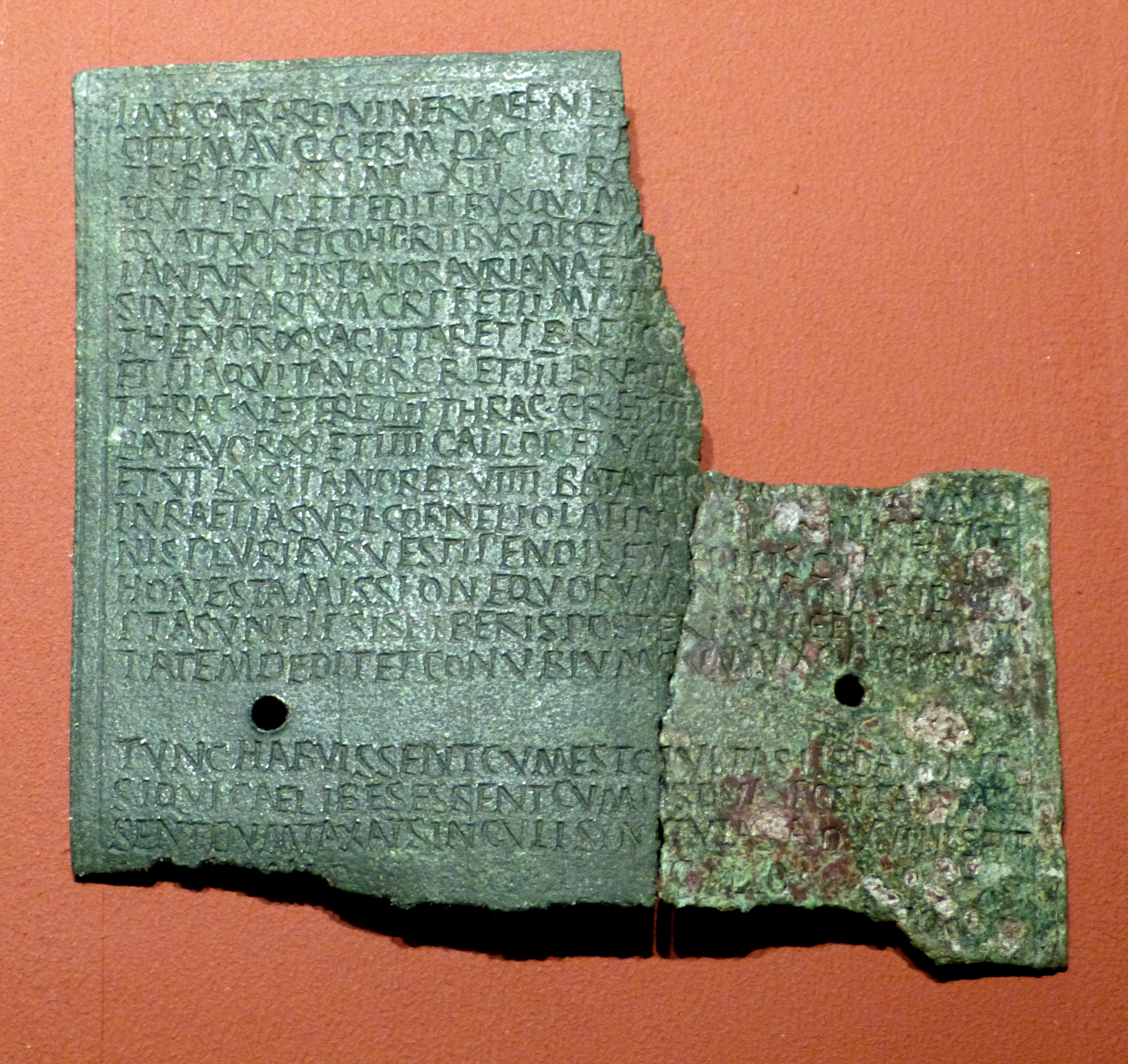
Das Militärdiplom vom 16. August 116

Die Cohors VI Lusitanorum (deutsch 6. Kohorte der Lusitaner) war eine römische Auxiliareinheit. Sie ist durch Militärdiplome und eine Inschrift belegt.

## Namensbestandteile
- Cohors: Die Kohorte war eine Infanterieeinheit der Auxiliartruppen in der römischen Armee.

- VI: Die römische Zahl steht für die Ordnungszahl die sechste (lateinisch sexta). Daher wird der Name dieser Militäreinheit als Cohors sexta .. ausgesprochen.

- Lusitanorum: der Lusitaner. Die Soldaten der Kohorte wurden bei Aufstellung der Einheit entweder aus dem Volksstamm der Lusitaner oder aus den Volksstämmen auf dem Gebiet der römischen Provinz Lusitania rekrutiert.[1]

- equitata: teilberitten. Die Einheit war möglicherweise ein gemischter Verband aus Infanterie und Kavallerie.[A 1]

Da es keine Hinweise auf den Namenszusatz milliaria (1000 Mann) gibt, war die Einheit entweder eine  Cohors quingenaria peditata oder eine Cohors quingenaria equitata. Die Sollstärke der Kohorte lag entweder bei 480 Mann, bestehend aus 6 Centurien Infanterie mit jeweils 80 Mann oder bei 600 Mann (480 Mann Infanterie und 120 Reiter), bestehend aus 6 Centurien Infanterie sowie 4 Turmae Kavallerie mit jeweils 30 Reitern.

## Geschichte
Die Kohorte war in der Provinz Raetia stationiert. Sie ist auf Militärdiplomen für die Jahre 86 bis 166 n. Chr. aufgeführt.
Der erste Nachweis der Einheit in Raetia beruht auf einem Diplom, das auf 86 datiert ist. In dem Diplom wird die Kohorte als Teil der Truppen (siehe Römische Streitkräfte in Raetia) aufgeführt, die in der Provinz stationiert waren. Weitere Diplome, die auf 107 bis 166 datiert sind, belegen die Einheit in derselben Provinz.
Eine vorübergehende, kurzfristige Verlegung der Kohorte in die Provinz Pannonia inferior, wie sie aufgrund des Diploms von 110 vermutet wurde, dürfte unwahrscheinlich sein.

## Standorte
Von Historikern wurden folgende mögliche Standorte der Kohorte vorgeschlagen, für die es aber keine epigraphischen Nachweise gibt.
| - Kastell Emerkingen - Kastell Rißtissen | - Kastell Unterböbingen - Kastell Urspring |

## Angehörige der Kohorte
Folgende Angehörige der Kohorte sind bekannt:

### Kommandeure
| - Lucius Domitius Proculus, ein Präfekt | - Μᾶρκος Στάτιος Ἰουλιανὸς καὶ[]ιος Ῥοῦφος (Marcus Statius Iulianus Caesinius Rufus) (IGR III, 2) |

### Sonstige
| - Attius Censorinus (bzw. Censorinus), ein Centurio (IBR 00292) | - Atto, ein Soldat (IBR 00292) |